# Lijst van rijksmonumenten in Wouw
De plaats Wouw, in de Nederlandse provincie Noord-Brabant, telt 13 inschrijvingen in het rijksmonumentenregister. Hieronder een overzicht.
| Object | Oorspronkelijke functie?  | Bouwjaar       | Architect           | Locatie               | Coördinaten?                  | Nr.?   | Afbeelding |
| --- | ------------------------- | -------------- | ------------------- | --------------------- | ----------------------------- | ------ | --- |
| De Arend | Industrie- en poldermolen | 1811/1825      |                     | Akkerstraat 11        | 51° 30' 59" NB, 4° 23' 7" OL  | 39624  | Meer afbeeldingen |
| R.K. Kerk van St. Lambertus | Kerk en kerkonderdeel     | 16e eeuw       |                     | Torenplein 1          | 51° 31' 18" NB, 4° 23' 15" OL | 39627  | Meer afbeeldingen |
| Terrein waarin de overblijfselen van een kasteel | Archeologisch monument    | 13e - 16e eeuw |                     | Waterstraat           | 51° 31' 37" NB, 4° 22' 40" OL | 46145  | Meer afbeeldingen |
| Twee hardstenen pompen, bekroond door het gemeentewapen en een siervaas                                                                                               | Straatmeubilair           | 1768           |                     | Markt bij 14          | 51° 31' 21" NB, 4° 23' 17" OL | 467867 | Meer afbeeldingen |
| Voormalige R.K. Pastorie | Kerkelijke dienstwoning   | 16e eeuw       |                     | Bergsestraat 45       | 51° 31' 11" NB, 4° 23' 18" OL | 467873 | Meer afbeeldingen |
| Jongensschool, eenlaags langgerekt bakstenen gebouw op rechthoekige plattegrond onder schilddak                                                                       | Onderwijs en wetenschap   | 1913-14        | J. van Groenendaal  | Schoolstraat 3        | 51° 31' 19" NB, 4° 23' 7" OL  | 517251 | Jongensschool, eenlaags langgerekt bakstenen gebouw op rechthoekige plattegrond onder schilddak                                                                       |
| Onderwijzerswoning | Dienstwoning              | 1913-14        | J. van Groenendaal  | Schoolstraat 1        | 51° 31' 19" NB, 4° 23' 7" OL  | 517252 | Onderwijzerswoning |
| Herenhuis (notarishuis), gebouwd overgangsstijl met kenmerken van art nouveau. Thans is het in gebruik als woonhuis met artsenpraktijk                                | Woonhuis                  | ca. 1910       |                     | Bergsestraat 47       | 51° 31' 12" NB, 4° 23' 15" OL | 517285 | Herenhuis (notarishuis), gebouwd overgangsstijl met kenmerken van art nouveau. Thans is het in gebruik als woonhuis met artsenpraktijk                                |
| Woonhuis, gebouwd in het laatste kwart van de negentiende eeuw, in Eclectische stijl. Het hoekhuis heeft de voorgevel aan de Markt, de zijgevel grenst aan de Omgang. | Woonhuis                  | 1880           |                     | Markt 21              | 51° 31' 21" NB, 4° 23' 20" OL | 517296 | Woonhuis, gebouwd in het laatste kwart van de negentiende eeuw, in Eclectische stijl. Het hoekhuis heeft de voorgevel aan de Markt, de zijgevel grenst aan de Omgang. |
| Herenhuis De Zwaan, met toegangspoort naar brouwerij De Ster | Bedrijfs-,fabriekswoning  | 1860-1870      |                     | Markt 27              | 51° 31' 20" NB, 4° 23' 19" OL | 517297 | Herenhuis De Zwaan, met toegangspoort naar brouwerij De Ster |
| Villa Eikenhof | Woonhuis                  | 1905           |                     | Roosendaalsestraat 64 | 51° 31' 30" NB, 4° 23' 34" OL | 517298 | Villa Eikenhof |
| Maria Kapel | Kapel                     | 1936           | Hendrik Willem Valk | Spellestraat bij 44   | 51° 31' 47" NB, 4° 23' 56" OL | 517300 | Maria Kapel |
| Boerderij, gebouwd in 1910 in een bouwstijl met elementen van art nouveau en neorenaissance                                                                           | Boerderij                 | 1910           |                     | Waterstraat 4         | 51° 31' 27" NB, 4° 23' 2" OL  | 517301 | Boerderij, gebouwd in 1910 in een bouwstijl met elementen van art nouveau en neorenaissance                                                                           |